# منصة آلية عائمة
منصة آلية عائمة أو رصيف آلي عائم (اختصارًا FLIP) هي سفينة أبحاث تابعة للبحرية الأمريكية، وهي جزء من مكتب البحوث البحرية، وتديرها مؤسسة سكريبس لعلوم المحيطات في كاليفورنيا، وتعد من أقدم وأغرب سفن الأبحاث.
يشار إلى السفينة عادة بأسم السفينة القلابة (FLIP ship) وقد وضعت في أوائل عام 1960 كمنصة مستقرة لدراسة سلوك الموجات الصوتية تحت الماء لا تزال واحدة من أنشط سفن البحوث وأكثرها استثنائية لدى البحرية الأمريكية.
تستخدم في عمليات مراقبة الطقس والمحيط وتأثير الطقس على المحيط وارتفاع الأمواج والإشارات البحرية ودرجة حرارة المياه وكثافتها وجميع معلومات علم الطقس، في عام 2012 احتفل مشغلين هذه السفينة وهم مكتب البحث البحري US Office of Naval Research (المالك) وهيئة سكريبس لعلوم المحيطات Scripps Institution of Oceangraphy بمرور 50 عاما على بدء العمل بها، فلقد تم العمل بالسفينة القلابه في عام 1962 وتم تعديلها عام 1995.
و هذه السفينة هي الفريده من نوعها بسبب طريقة عملها فهي لها مقدمه – في الوضع الأفقي - تشبه مقدمة السفن ولكن لو تم النظر اليها من منظور رأسي سترها كالمنصة، من الطبيعي أن يكون متصل بهذه المقدمة باقي جسم السفينة ولكن هنا باقي الجسم عباره عن ذيل طويل يشبه شكل الملعقة، هذا الذيل مكون من 8 صهاريج وطوله 300 قدم والطول الكلي لهذه السفينة 355 قدم وتستطيع هذه السفينة اعاشة 16 فرد (5 طاقم السفينة – 11 باحث)، هذه السفينة ليس لها محركات لذلك حينما يعطى لها الأمر بالعمل فإنه يتم قطرها إلى الموقع المعني حيث يمكن أن تصل سرعة السفينة القلابه أثناء القطر من 7- 10 عقدة بحرية، عند الوصول للموقع تملئ الصهاريج الموجودة في الذيل بالمياه وتملئ المقدمة بالهواء فيتغير مركز الثقل ويبدء الذيل في الانغمار والمقدمة في الارتفاع عن سطح المياه حتى تنقلب هذه السفينة من الوضع الأفقي إلى الوضع الرأسي في فتره لاتقل عن 28 دقيقة ولا تزيد عن 30 دقيقة ويمكن أن تترك السفينة القلابه حره فإن ال 700 طن الطولي المنغمر في المياه سيساعد السفينة القلابه في الحفاظ على إتزانها في هذا الوضع الرأسي أو يمكن أن يتم تثبيتها عن طريق من 1-3 مرساة التي تملكها.
السفينة القلابه تعمل في المياه العميقه والمياه الضحله على ألا يقل العمق في المياه الضحله عن 350 قدم، فإن هذا الجزء المنغمر الذي يبلغ طوله 300 قدم يعطي السفينة الإتزان المطلوب ويجعلها لا تتأثر بحركة الأمواج الرأسيه، فإذا تعرضت السفينة لموجه ارتفاعها 30 قدم ستسبب حركه رأسيه لها بمقدار 3 قدم في عامود المياه، وصممت السفينة القلابه بحيث تستطيع العمل في موج ارتفاعه 80 قدم دون أن يؤثر هذا على أدائها.
بعد أن تقوم السفينة القلابه بأداء المهمة في الموقع المعني بالعمل يتم ضخ الهواء إلى داخل الصهاريج المنغمره لطرد المياه منها (هذا الذيل المكون من الثمان صهاريج إذا نظرت إليه أفقيا ستجده مقسم إلى 8 صهاريج علويه و8 سفليه ففي أثناء التشغيل يتم ملئ الصهاريج بالتتابع وذلك حتى يضمن المشغلين أن تكون عملية الانقلاب والإستعدال في نفس الإتجاه) فتبدأ بالصعود في فتره لاتقل عن 28 دقيقة ولا تزيد عن 30 دقيقة حتى تصبح في الوضع الأفقي ثانية وتبدأ رحله أخرى.

## التاريخ
قامت الشركة الهندسية للإخوة جندرسون The Gunderson Brothers Engineering بإنشاء السفينة القلابه عام 1962 على أيدي أصحاب الفكرة وهما العالم فرد فيشر Fred Fisher والعالم فرد إسبيس Fred Spiess وكانت الفكرة منها هي إنشاء سفينة بحث ذات طبيعه مختلفه تساعد على البحث بأكثر دقه من السفن التقليدية للوصول إلى دراسه أفضل للمسطحات المائية، وتم تمويلهم من مكتب البحث البحري الخاص بالولايات المتحدة US Office of Naval Research وهي مالكة السفينة إلى الآن، وهيئة سكريبس لعلوم المحيطات Scripps Institution of Oceangraphy وهي المشغلة للسفينه إلى الآن، وفي عام 1995 قامت الشركة المصنعة بتجديد وتعديل السفينة القلابه.

## تصميم السفينة القلابه والحياة على متنها
تعتبر السفينة القلابه هي الفريده من نوعها لأنها الوحيدة التي تعمل في وضع رأسي وأفقي، لذلك تجد من الخارج (في الوضع الأفقي) أن هناك بعض المعدات مثبته على الحائط وأخرى على السطح، ففي حالة الانقلاب إلى الوضع الرأسي يكون السطح هو الحائط ولذلك صممت هكذا ليستطيع المشغلين والباحثين استخدام المعدات بسهوله وأيضا أثناء عملية الانقلاب يذهب كل الطاقم إلى السطح ويستلقي على الأرض في مكان مخصص ويقوموا بتأمين وتثبيت أنفسهم حتى تصبح الأرض هي الحائط وهندها تكون عملية الانقلاب اكتملت، ستتعجب أيضا من تصميم مكان الإعاشة فتجد أن للغرف بابين إحدهما يستخدم حين تكون السفينة القلابه في الوضع الأفقي والأخر للاستخدام في الوضع الرأسي، أما بالنسبة إلى الأسرة والحمامات والموقد فهما مثبتين على محور حركي بمقدار 90 درجه فيأخذوا وضعهم الطبيعي على حسب وضع السفينة القلابه، إلا الأحواض لا يمكن أن تعمل على هذا المحور الحركي فلذلك تجد منها أثنان أحدهما مبني في وضع أفقي والأخر في وضع رأسي.
مصدر الطاقة للسفينه القلابه ينبعث من 2 مولد كهربائي يعمل بالوقود سعة إحدهما 150 كيلو وات وهناك مولد احتياطي سعته 40 كيلو وات، وكأي سفينه فإن السفينة القلابه مزوده بمعدات ملاحيه ومعدات الاتصالات.
السفينة القلابه تعمل بجميع أنحاء العالم وأستطاعت أن تتم 300 عملية بحث بنجاح.

## معرض صور

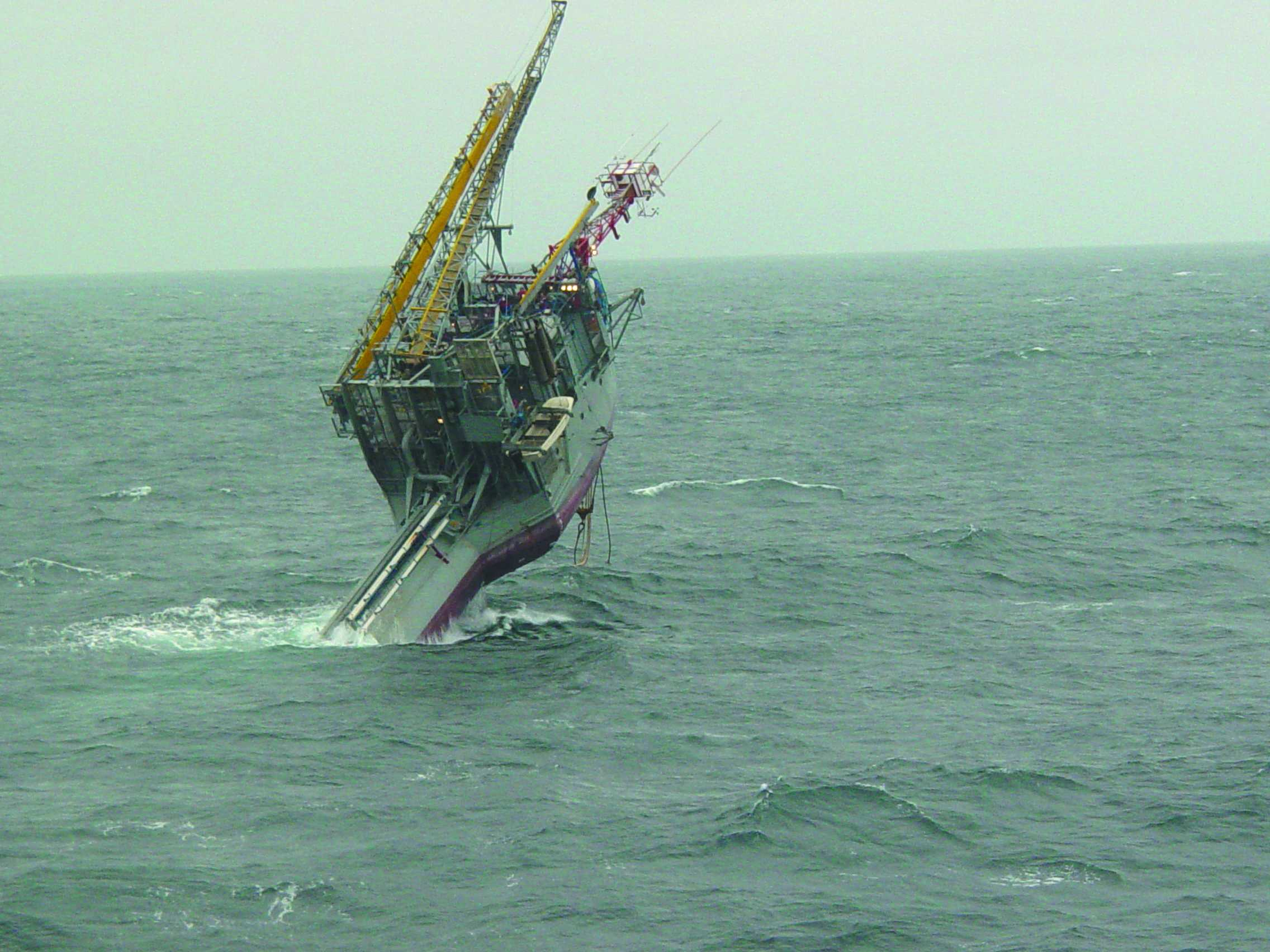
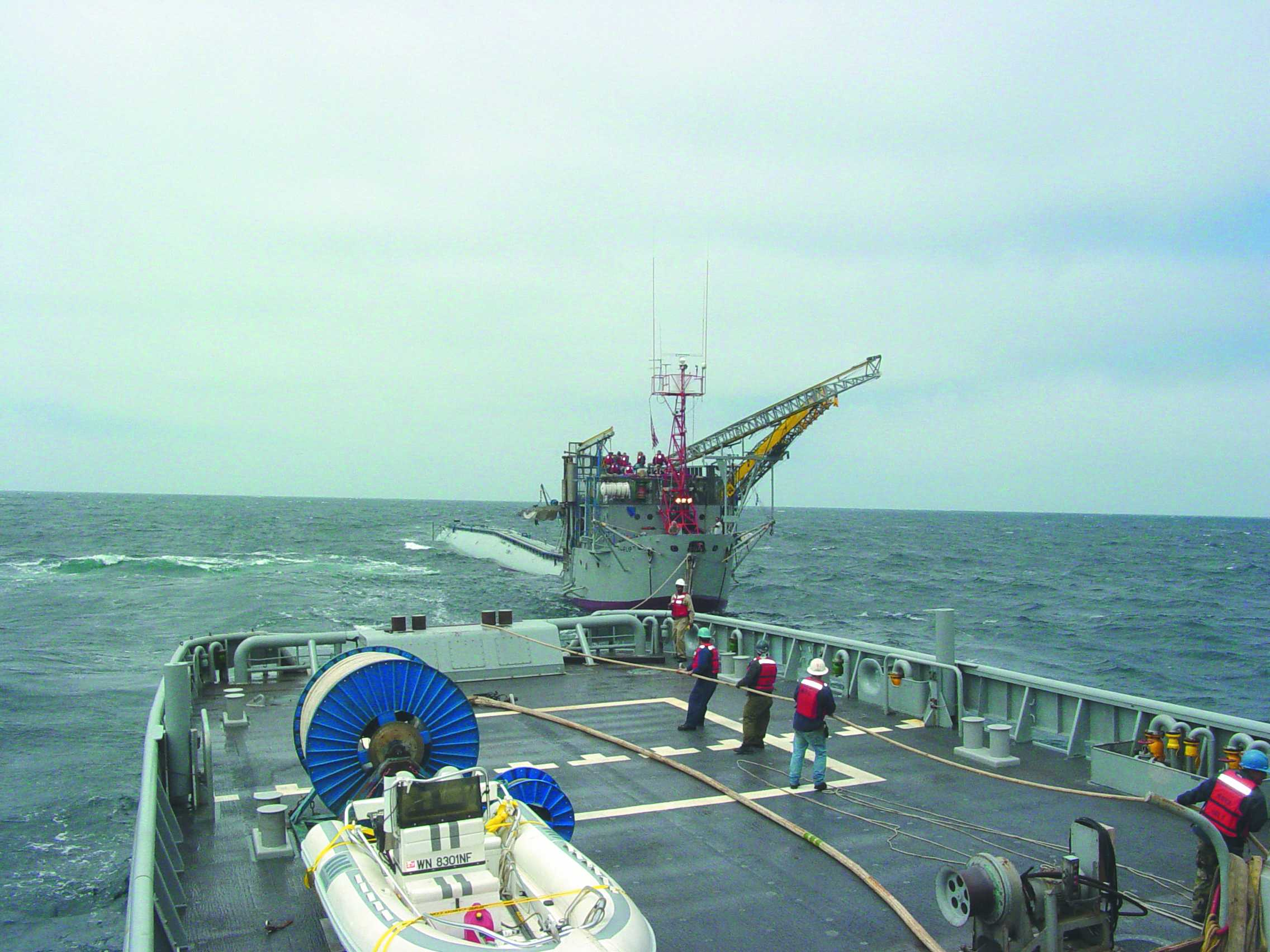
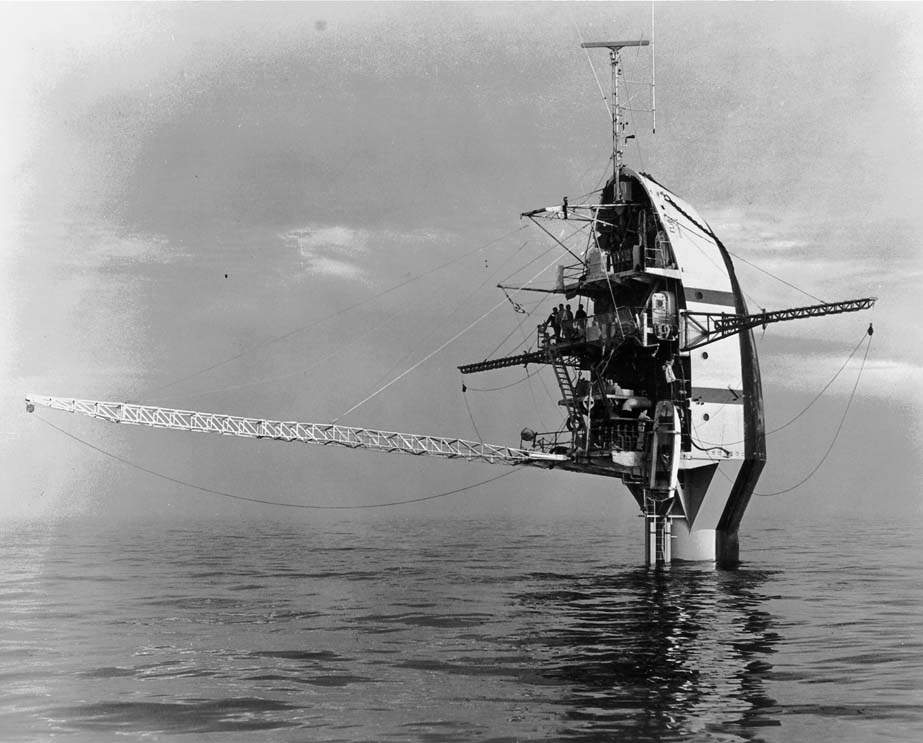
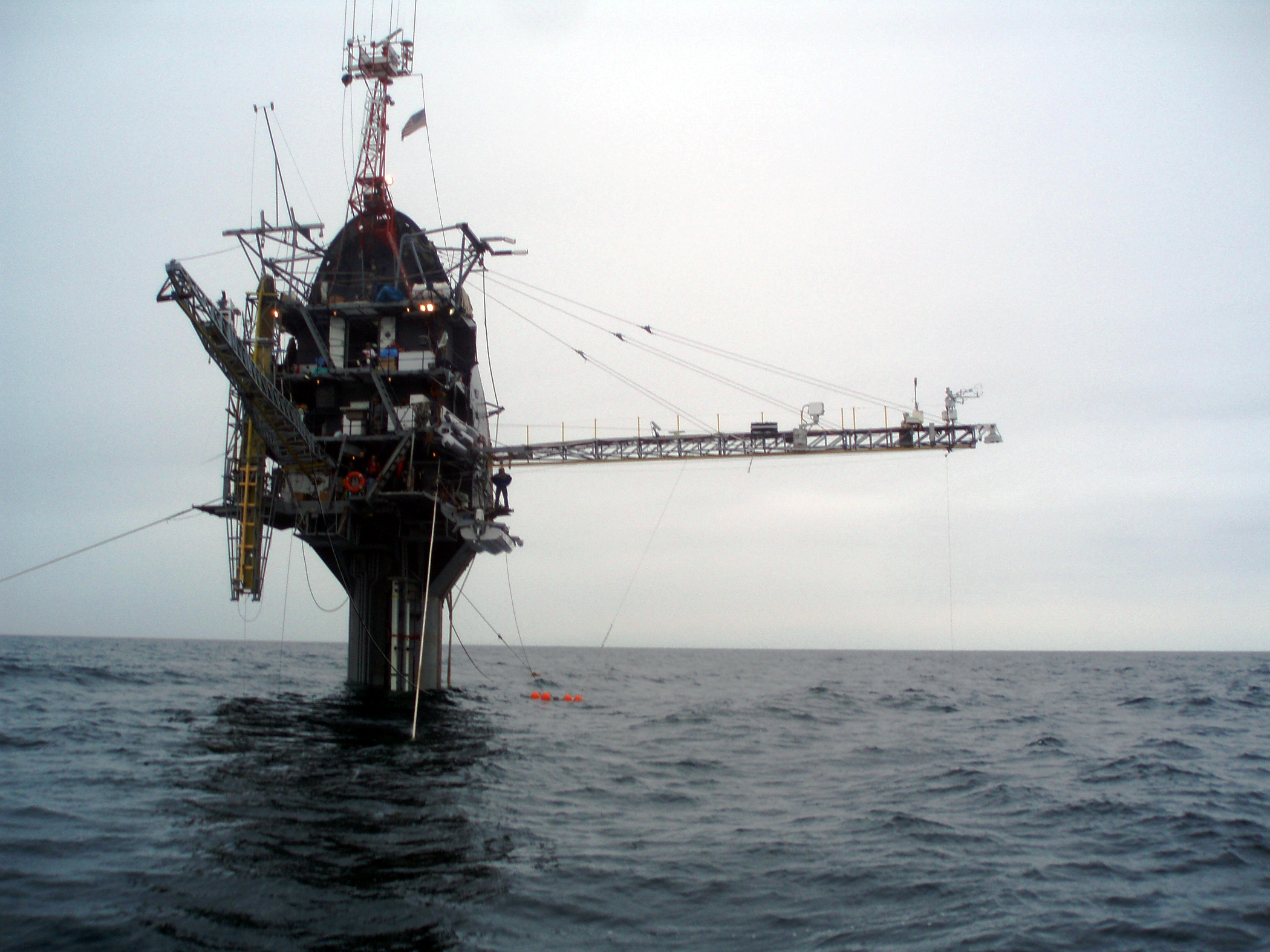